# Laphria rudis
Laphria rudis är en tvåvingeart som beskrevs av Walker 1856. Laphria rudis ingår i släktet Laphria och familjen rovflugor. Inga underarter finns listade i Catalogue of Life.